# Cephalotaxus-Alkaloide

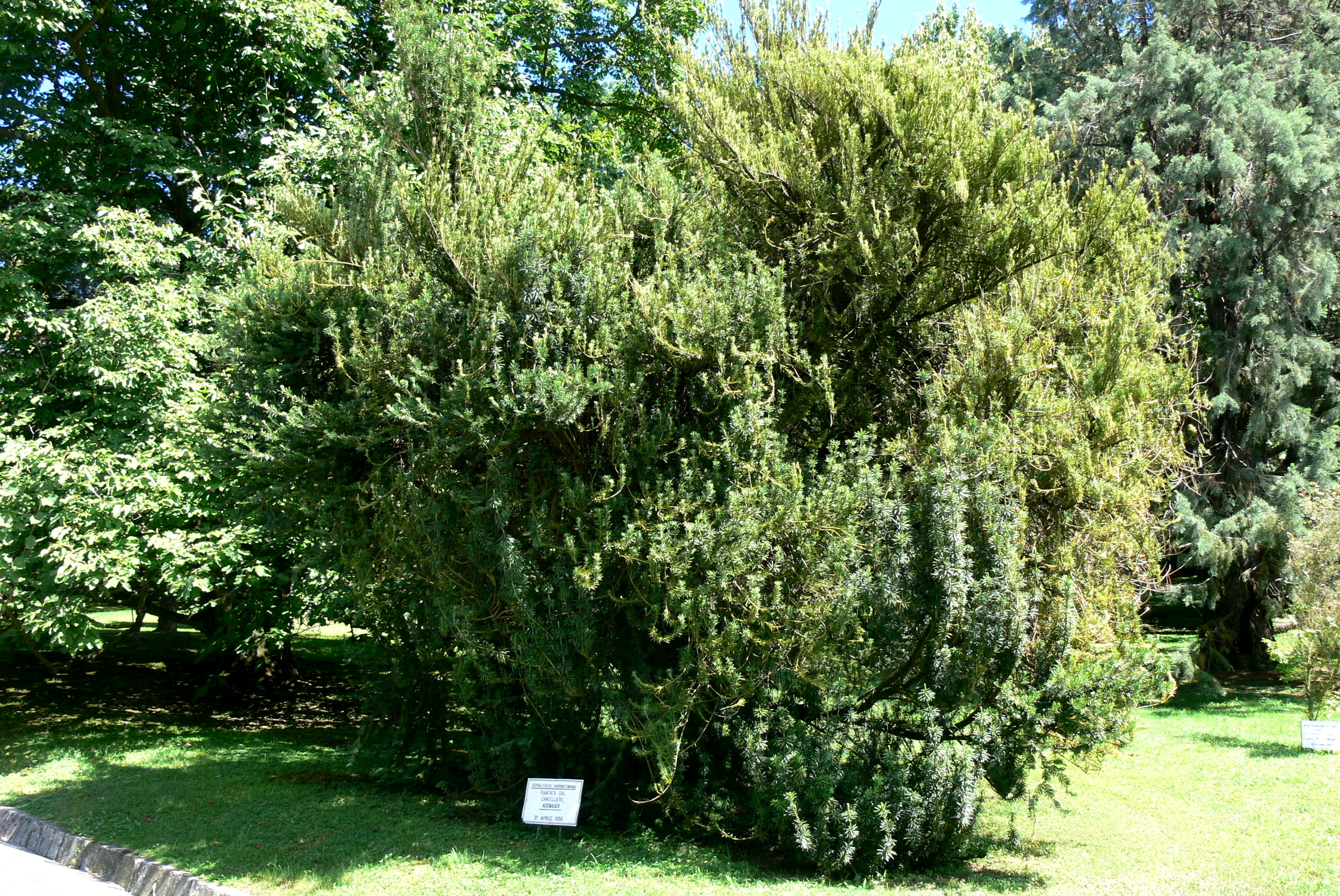
Japanische Kopfeibe (Cephalotaxus harringtonia)

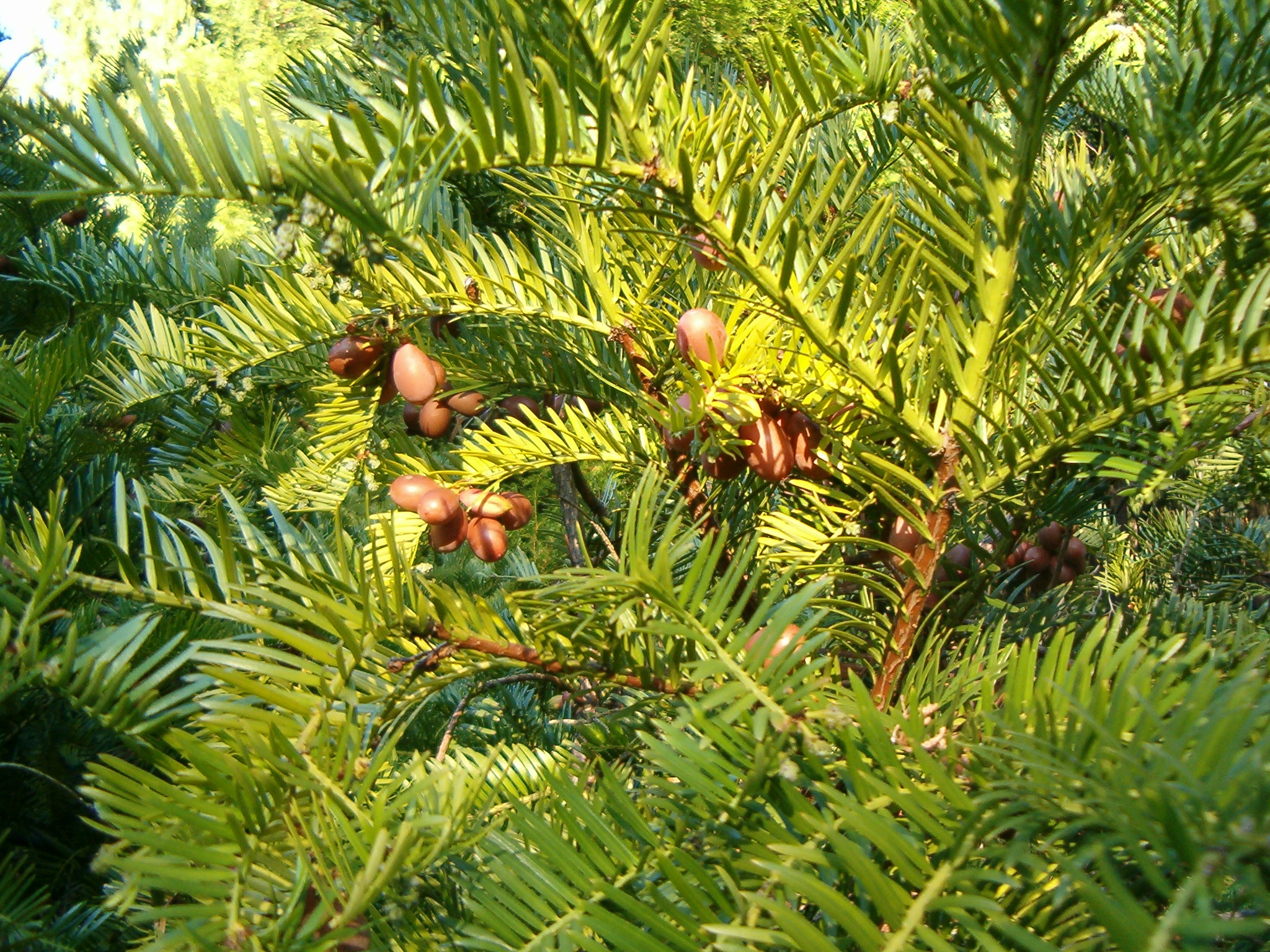
Die vom Arillus vollkommen umhüllten Samen der Japanischen Kopfeibe (Cephalotaxus harringtonia) sind reif.

Cephalotaxus-Alkaloide sind Naturstoffe mit einer pentacyclischen Struktur.

## Vorkommen
Cephalotaxus-Alkaloide kommen in den Kopfeiben (Cephalotaxus) vor, insbesondere in der Japanischen Kopfeibe.

## Vertreter
Der wichtigste Vertreter ist Cephalotaxin. Weitere Vertreter sind u. a. Harringtonin und Homoharringtonin.

(−)-Cephalotaxin
(−)-Harringtonin
(−)-Homoharringtonin

## Eigenschaften
Harringtonin und Homoharringtonin zeigen Antitumoraktivität und wirken gegen murine Leukämie-Zellen. Sie dienen als Protein- und DNA-Biosynthese-Inhibitoren und werden gegen akute myelocytoxische Leukämie eingesetzt.